# Iridaea cordata
L'Iridaea cordata è un'alga rossa marina presente in Nord e Sud America, Australia, Nuova Zelanda e Antartide.
Cresce sui litorali medio-alti e le sue dimensioni possono variare dai 30 cm ai 2 m.